# Quirino
Quirino est une province des Philippines.

## Villes et municipalités
Municipalités
- Aglipay
- Cabarroguis
- Diffun
- Maddela
- Nagtipunan
- Saguday